# Gottlieb Lobe Monekosso
Gottlieb Lobe Monekosso (né le 13 novembre 1928 à Dibombari et mort le 19 novembre 2017 à l’hôpital général de Douala) est un médecin et professeur de médecine camerounais. Il est ministre de la Santé du Cameroun (1997-2000) et ancien directeur du Centre universitaire des sciences de la santé (CUSS), l'actuelle faculté de médecine de l'université de Yaoundé I.

## Biographie
Gottlieb Lobe Monekosso est le premier directeur du CUSS. Il est le directeur régional de l'OMS pour l'Afrique. Il est agrégé et professeur de médecine à Ibadan, au Nigeria. Il a été nommé ministre de la Santé publique par Paul Biya le 7 décembre 1997 et est resté au gouvernement jusqu'au remaniement du 18 mars 2000. Écrivain, il a également été chef traditionnel.

## Distinctions
- 2012 : médaille du jubilé de diamant de la reine Élisabeth II pour son œuvre en santé publique au Cameroun et sur le plan international[3].

## Publications
- Introduction aux problèmes de santé des peuples d'Afrique tropicale, 1978.
- Travels Without Stethoscope[4]
- Have Non-physician Clinicians Come to Stay? Comment on “Non-physician Clinicians in Sub-Saharan Africa and the Evolving Role of Physicians”[5]